# Stèle de Hefzibah

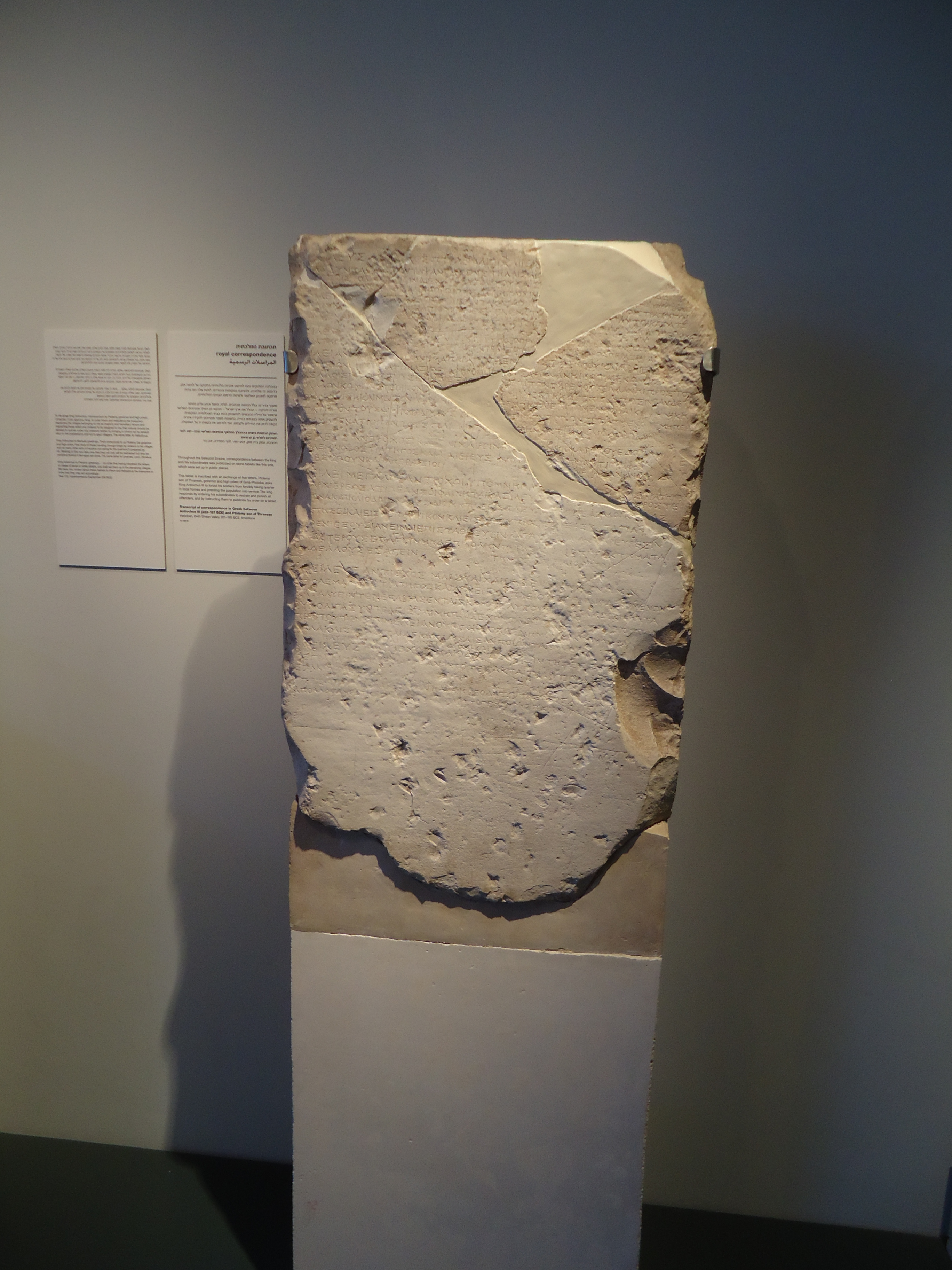
Stèle de Hefzibah (Musée d'Israël, Jérusalem)

La stèle de Hefzibah est une stèle en calcaire portant une inscription en grec datant de l'époque hellénistique, vers 195 av. J.-C.. Elle a été découverte en 1960 à proximité du kibboutz Heftziba dans la vallée de Beït Shéan en Israël. La stèle rapporte huit documents d'une correspondance entre Antiochos III et le gouverneur Ptolémée fils de Thraséas. Six lettres sont envoyées par Antiochos III et deux lettres sont envoyées par le gouverneur au roi. Elles traitent de l'administration locale et de la situation des villages et des paysans au début de la domination séleucide sur la Palestine. Elle est exposée au musée d'Israël à Jérusalem.